# Joseph Orange
Joseph "Joe" Orange (* 11. November 1941 in New York City) ist ein US-amerikanischer Jazz-Posaunist.
Joseph Orange ist der Neffe des Swingposaunisten J. C. Higginbotham. Seine Cousine war die Songwriterin Irene Higginbotham, die u. a den Song "Good Morning Heartache" für Billie Holiday schrieb. Orange begann seine Musikerkarriere 1960 in Marshall Browns Newport Youth Band und nahm an den Festivals in Newport und in Pittsburgh teil. Er spielte dann bei Eddie Palmieri, bei Lloyd Price (1963) und bei Lionel Hampton (1964). Vor allem wird Orange für seine Mitwirkung an Archie Shepps Free-Jazz-Album Fire Music in Erinnerung bleiben, das 1965 für Impulse! aufgenommen wurde. 1965/66 spielte er in der Band von Herbie Mann und war auf dessen Album „Today!“ zu hören. Dann verschwand der Posaunist von der Jazzszene und arbeitete im Versicherungswesen. Später betrieb er ethnomusikalische Studien und wirkte als Musikpädagoge.